# Asatayak

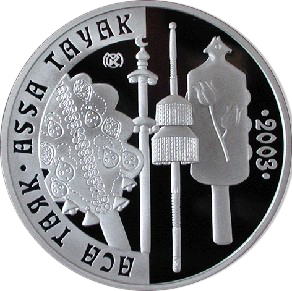
Asatayak représenté sur une pièce de monnaie kazakh

L'asatayak (kazakh : aсатаяк) est un instrument de percussion utilisé avec le dangyra (kazakh : Дангыра) par les chamans kazakhs lors de leurs cérémonies.
Il s'agit d'une sorte de sceptre comportant différents cercles métalliques auxquels pendent des anneaux et plaques métalliques. Il sert à communiquer avec les esprits lors des cérémonies de guérison.
Le groupe de musique kazakhe, Ensemble Turan, mélangeant musique traditionnelle et musique contemporaine utilise cet instrument.